# Pardesijja
Pardesijja (hebr. פרדסייה; arab. زيمر; pol. Plantacja Cytrusów Boga) – samorząd lokalny położony w Dystrykcie Centralnym, w Izraelu.
Leży na równinie Szaron, w otoczeniu miasta Netanja, miasteczka Kefar Jona, oraz moszawów Cur Mosze, Nordijja, Januw i Ge’ulim.

## Historia
Tutejsza ziemia została zakupiona w 1928 przez Jean-Yona Fishera, lecz długo pozostawała nieużywana. W 1937 Avraham Tabib poprosił członków organizacji żydowskich imigrantów z Jemenu o założenie nowej osady rolniczej w tym miejscu. W odpowiedzi w 1938 osiedliło się tutaj 20 rodzin, które w 1939 ukończyły budowę domów. W utrzymaniu się mieszkańcom wioski pomagała Agencja Żydowska. Po II wojnie światowej utworzono tutaj obóz dla imigrantów (ma'abara), nastąpił również wzrost liczebności mieszkańców wioski. W 1952 uzyskała ona status samorządu lokalnego

## Demografia
Zgodnie z danymi Izraelskiego Centrum Danych Statystycznych w 2008 roku w mieście żyło 6,3 tys. mieszkańców.
Populacja miasta pod względem wieku:
| Wiek (w latach) | Procent populacji w % |
| --------------- | --------------------- |
| 0-4             | 5,3%                  |
| 5-9             | 7,9%                  |
| 10-14           | 11,0%                 |
| 15-19           | 11,8%                 |
| 20-29           | 17,2%                 |
| 30-44           | 17,1%                 |
| 45-59           | 24,4%                 |
| ponad 60        | 5,3%                  |

Źródło danych: Central Bureau of Statistics.

## Edukacja
W miejscowości znajduje się szkoła podstawowa Tapuz. Jest także centrum edukacji religijnej Chabad of Pardesiya - Gan Abanim.

## Sport
W zachodniej części miasteczka jest kompleks sportowy z boiskiem do piłki nożnej, kortami tenisowymi, basen pływackim i salami treningowymi.

## Gospodarka
Gospodarka miejscowości opiera się na rolnictwie i sadownictwie. Wielu mieszkańców Pardesijji dojeżdża do pracy do stref przemysłowych pobliskich miasteczek.
Tutejsza firma Friendly Robotics produkuje różnorodne mechaniczne urządzenia domowe, w tym zautomatyzowane odkurzacze.

## Komunikacja
Wzdłuż południowej granicy miasteczka przebiega droga nr 5613 , która jest jednocześnie północną granicą moszawu Cur Mosze. Jadąc tą drogą na zachód dojeżdża się do drogi ekspresowej nr 4  (Erez-Kefar Rosz ha-Nikra), a jadąc na wschód dojeżdża się do moszawu Ge’ulim. Lokalna droga prowadzi na północ do drogi ekspresowej nr 57  (Netanja-Niccane Oz).